# Gaedtvilla

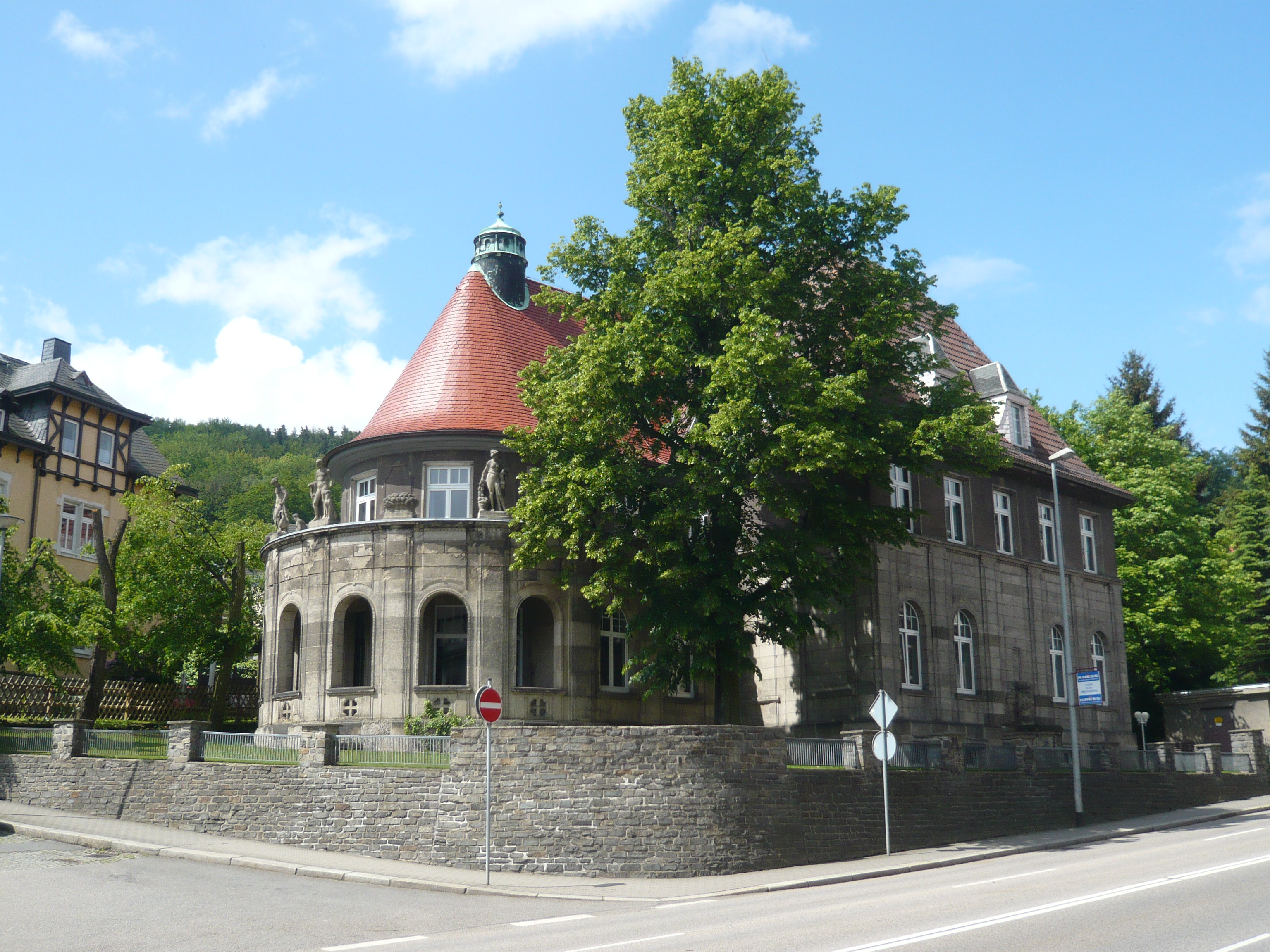
Gaedtvilla im Mai 2009

Die ehemalige Gaedtvilla ist ein unter Denkmalschutz stehendes Wohngebäude in der sächsischen Stadt Aue-Bad Schlema, Ortsteil Aue. Es wurde 1912 bis 1913 gebaut und diente als Wohnhaus des Fabrikbesitzers Peter Paul Gaedt.

## Lage, Geschichte und Beschreibung
Der in der Schneeberger Straße 47 Ecke Thomas-Mann-Straße stehende massive Bau mit Betonwerksteinverkleidung und halbrundem, von einem siebenbogigen Laubengang umzogenen Wintergarten wurde 1911 bis 1912 von dem Leipziger Architekten Johannes Koppe errichtet. Weil der aus Mecklenburg zugezogene Klempner und Bauherr Paul Gaedt ein großer Verehrer des niederdeutschen Dichters und Erzählers Fritz Reuter war, nannte er sein Anwesen Wohnhaus Reutergarten, auf seiner Gartenseite war ein Wandbrunnen mit Porträt des Dichters angebracht. Eingangshalle und Treppenhaus sind mit italienischem Marmor ausgestattet. Im 1921 angebauten halbrunden Wintergarten sind Pilaster, Türgewände und Wandbrunnen aus Meißner Keramik bemerkenswert. Auf den Pilastern sind Skulpturen platziert. Die zweietagige Villa trägt ein steiles ziegelgedecktes Dach, in welchem ein ausgebautes Dachgeschoss vorhanden ist. Mehrere Dachgauben lassen Tageslicht eintreten.  
Die terrassierte Gartenanlage zeichnet sich durch gemauerte Pergolen aus. Zu beiden Straßenseiten hin begrenzen Mauern aus Betonsteinen das Anwesen.
Paul Gaedt hatte 1891 die Tochter des Besteckfabrikanten Carl August Wellner geheiratet und wurde ab 1895 Mitinhaber der florierenden Fabrik.

## Nutzung
Seit den 2000er Jahren wird das Gebäude als Kanzlei und Wohnhaus genutzt. Außerdem wird das Projekt Harthweg Bauträger als Nutzer angegeben.